# Peter Naur
Peter Naur (Frederiksberg, 25 de outubro de 1928 — Herlev, 3 de janeiro de 2016) foi um informático dinamarquês.
É um dos pioneiros no estudo da ciência da computação, agraciado com o Prêmio Turing. Seu sobrenome representa o “N” na notação BNF - Formalismo de Backus-Naur -, a qual é usada na descrição da sintaxe da maioria das linguagens de programação, tendo Naur contribuído para a criação da linguagem ALGOL 60.
Antes de atuar na ciência da computação Naur foi astrônomo, e em 1957 defendeu seu doutorado nesta área. Durante 10 anos, de 1959 a 1969, trabalhou na Regnecentralen, o instituto de computação da Dinamarca, e ao mesmo tempo lecionava no Instituto Niels Bohr e na Universidade Técnica da Dinamarca. No período de 1969 a 1998, Naur foi professor de Ciência da Computação na Universidade de Copenhaga.
Suas maiores áreas de atuação foram no design, estruturação e desempenho de programas computacionais e algoritmos. Naur também foi pioneiro em áreas como Engenharia e Arquitetura de Software. Em seu livro “Computing: A Human Activity” (1992), que é uma coleção de suas contribuições para a ciência da computação, ele rejeitou a escola formalista de programação que considerava a programação como uma ramificação da matemática. Naur não gostava de ter sido associado a BNF (a ele atribuída por Donald Knuth) e dizia que preferiria que a BNF se chamasse Forma Normal de Backus.
Naur não gostava do termo ciência da computação, chegando a sugerir que este fosse chamado datalogia, termo este que foi adotado em muitos paises escandinavos (na Dinamarca e na Suécia usa-se datalogi).
Em anos posteriores, Naur falou abertamente sobre a investigação científica em geral. Naur poderia ser identificado com a escola Empirista, segundo a qual uma pessoa não deve procurar conexões profundas entre coisas que se manifestam no mundo, mas se ater aos fatos observáveis. Naur atacava certos ramos da filosofia e da psicologia a partir desse ponto de vista. Uma das últimas coisas em que trabalhou foi no desenvolvimento de uma teoria de pensamento humano que ele chamava de “Synapse-State Theory of Mental Life”.
Peter Naur ganhou em 2005 o Prêmio Turing, por seu trabalho no desenvolvimento da linguagem de programação ALGOL 60. Reconheceu-se em particular seu papel como editor do influente “Report on the Algorithmic Language ALGOL 60” o qual abre caminho no uso da BNF. Naur tornou-se o primeiro dinamarquês a receber este prêmio.